# 揺れるまなざし
「揺れるまなざし」（ゆれるまなざし）は、1976年7月21日に発売された小椋佳の16枚目のシングル。発売元はポリドール・レコード。表題曲は、資生堂1976年秋のキャンペーン ″ゆれる、まなざし″ イメージソングとして採用された。

## 背景
表題曲「揺れるまなざし」は、当時16才のモデルであり後に女優へと転向する真行寺君枝が出演した資生堂 ″スプレンス・シフォネット″ CMソングとして使用された。
「商品の宣伝の為の歌なんて絶対に作らない」という拘りを持っていた小椋であったが、銀行員であった当時のお得意様であり、頻繁に呑みに誘われるほどの間柄であった資生堂の宣伝部長に「コマーシャルソングを作ってほしい」と頼まれ、「資生堂さんじゃ断れない…」と止むを得ず制作したものである。しかし、他の依頼は全て断っている手前、自分がコマーシャルのために曲を作ったということが広まっては困るので、「小椋佳の曲をたまたま資生堂がコマーシャルソングに使ったということにしてくれませんか」と宣伝部長に懇願したという。これについて小椋は、後にTBSラジオの番組にゲスト出演した際、「今だから言えるけど、あれは大嘘です。そのために書いたんです。」と吐露している。この曲のヒットにより、化粧品業界の大手であった資生堂やカネボウでは季節毎にテーマを設定した商品を販売促進の中心に据え、商品とCMソングとの相乗効果によるヒットを狙った年4回のキャンペーンを展開するという販売方法が取られるようになった。この手法は10年以上も続くこととなる。

## 評価
リリース時『報知新聞』1976年7月19日付のレコード評「（原文ママ）季節的に秋という感じだけど、相変らずいい詞だね。小椋という男は、女に対する思いを実にいろんな形で表現してみせる。♪紅茶ひとくち…のくだりなど、いかにも小椋らしい。ほかの人ならここは紅茶でなくコーヒーになる。今回はサウンド的にも変えようとしているふしがあるみたい。アメリカに行ってきて、影響を受けたのかな。それにしてもこの人の歌は油絵でなく水彩画の世界。だからぼくは好きになれない。歌はなぐさめてくれるより前向きなやつがいいな。好きな人も大勢いるが…」。
B面曲「雨の露草に似て」は、アルバム『道草』からのリカット。オリジナル盤とプロモ盤とではジャケットとB面曲が異なっている。

## 収録曲

### オリジナル盤
1. 揺れるまなざし（3分46秒）
  - 作詞・作曲: 小椋佳 / 編曲: 星勝
2. 雨の露草に似て（3分42秒）
  - 作詞: 塚原将 / 作曲: 小椋佳 / 編曲: 星勝

### プロモ盤
1. 揺れるまなざし
  - 作詞・作曲: 小椋佳 / 編曲: 星勝
2. しじま
  - 作詞・作曲: 小椋佳 / 編曲: 星勝、小野崎孝輔

## 関連作品
- COLORS -BEST OF COSMETIC CM SONGS- – Sony Music Marketing